# Luhasuu Mustjärv
Mustjärv, eller Luhasuu Mustjärv för att skilja den från övriga sjöar med samma namn, är en sjö i södra Estland. Den ligger i Rõuge kommun och i landskapet Võrumaa, 240 km sydost om huvudstaden Tallinn. Mustjärv ligger 144 meter över havet och arean är 0,07 kvadratkilometer.
Mustjärv är omgiven av våtmarken och naturreservatet Luhasuu (även Luhasoo) vars area är 15 kvadratkilometer. Våtmarkens södra ände ligger i Lettland. Den avvattnas av ån Pärlijõgi.